# 赵超宗
赵超宗（？—？），字令和，天水郡新县（今甘肃省天水市秦州区）人，南齐、北魏官员。

## 生平
赵超宗是后秦尚书左仆射赵迁的六世孙，据《魏书》记载，刘裕消灭后秦姚泓，将赵迁的子孙迁徙到建业。但赵超宗墓志显示其近代祖先清河郡太守赵某在后秦灭亡后迁居到梁州汉中地区，在刘宋为官。
赵超宗身高八尺，很有用兵的谋略，二十岁左右在南朝以梁州主簿治中从事史、冠军府中直兵参军为起家官，加建武将军、越城戌事，转任龙骧将军、白水郡汉中郡二郡太守、清水护军。建武二年（495年），北魏安南将军、梁州刺史元英率领十万军队通过斜谷进攻南郑，南齐梁州刺史萧懿派遣军主姜山安和赵超宗等几路军队一万多人，分别据守角弩、白马、沮水防守，被魏军打的大败。北魏太和、景明年间，赵超宗与堂叔赵翼、弟弟赵令胜、堂兄弟赵遐赵叔隆赵穆等人相继归降北魏，赵超宗出任左中郎将，封寻阳伯，外任扶风郡太守，转任建威镇南府长史，兼任汝南郡太守，很快转任车骑大将军仪同三司府司马，兼任梁郡太守，入朝担任骁骑将军。赵超宗在汝南郡时收受了很多贿赂，又向太傅北海王元详行贿，元详替赵超宗向魏宣武帝元恪说好话，赵超宗因此出任使持节、征虏将军、岐州刺史，回京后担任西道大使，又被贬为河东郡太守，在任内去世。赵超宗在河东郡时，修身自励，清廉谦虚爱护百姓，百姓追思他。永平元年十月，赵超宗葬于山北县小陵原。永平元年十月十日（508年11月18日），魏宣武帝下旨追赠赵超宗征虏将军、华州刺史、谥号成伯。

## 墓志
赵超宗墓志题为《魏故使持节岐州刺史寻阳伯赵公墓志》，志石长56厘米，宽53厘米，志文15行，行19至21字不等，楷书，2002年12月6日入藏西安碑林博物馆。

## 家庭

### 兄弟
- 赵令胜，北魏后将军、恒农郡太守

### 夫人
- 京兆王氏，刘宋青州刺史王脩之孙女，刘宋正员郎、南城郡怀安郡二郡太守王僧珎之女[1]

### 子女
- 赵元练，长子，早亡[1]
- 赵仲懿，次子，尚书郎中、代理南秦州刺史、抚军将军、岐州刺史、寻阳伯，夫人河东柳氏，刘宋龙骧将军、义阳郡内史柳缉孙女，北魏侍中、平东将军、银青光禄大夫柳僧习之女[1]
- 赵季弼，三子，平东将军、太中大夫，夫人河南元氏，北魏侍中、尚书左仆射，仪同三司、雍冀二州刺史、淮阴县开国侯元丽孙女，散骑常侍、肆州刺史元显和之女[1]
- 赵氏，长女，嫁抚军将军、司空咨议参军、濮阳郡太守河东柳师义，刘宋员外散骑常侍、后将军、钟离郡太守、随郡内史、益州刺史柳绍之孙，刘宋龙骧将军、义阳郡内史柳缉之子[1]
- 赵氏，次女，嫁平东将军、秘书丞、兼领中书舍人陇西李奖，刘宋建威将军、东莱郡晋寿郡安陆郡三郡太守李衍和之孙，北魏营州华州二州刺史、左光禄大夫、秘书监李思穆之子[1]
- 赵氏，三女，嫁散骑常侍、镇东将军、金紫光禄大夫、雍丘子河东裴英起，北魏赵郡勃海郡二郡太守、青州刺史、雍丘县开国子裴彦先之孙，丹阳郡平原郡二郡太守裴约之子[1]
- 赵氏，四女，嫁仪同开府参军事河东柳远，刘宋通直骑常侍，南阳郡太守柳邕明之孙，北魏彭城王咨议参军、光州刺史、夏阳县开国子柳玄达之子[1]
- 赵氏，五女，嫁员外散骑常侍、太子洗马、本州中正、安国县开国侯谯国夏侯朏，北魏冠军将军、中散大夫夏侯祖真之孙，长广郡窆阳郡二郡太守、镇南将军、金紫光禄大夫、窆阳男夏侯旭之子[1]